# Gerhard Lippert (Fußballspieler)
Gerhard Lippert (* 1927) ist ein ehemaliger deutscher Fußballspieler. Von 1949 bis 1954 spielte er für die BSG Märkische Volksstimme/Rotation Babelsberg in der DDR-Oberliga, der höchsten Liga im DDR-Fußball.

## Sportliche Laufbahn
Mit Beginn der Saison 1949/50 nahm die vom ostdeutschen Deutschen Sportausschuß als neue höchste Fußballspielklasse gegründete Fußball-Liga, kurz DS-Liga, später DDR-Oberliga, ihren Spielbetrieb in der sowjetischen Besatzungszone auf. Zu den 26 teilnehmenden Mannschaften gehörte die Betriebssportgemeinschaft (BSG) Märkische Volksstimme, in dessen Spieleraufgebot auch der etwa 22-jährige Gerhard Lippert stand.
Er begann seine Erstligalaufbahn im letzten Spiel der Hinrunde. Es war ein Wiederholungsspiel vom zweiten Spieltag, in dem die Spieler Helmut Kandziora und Hans Wolfrum unberechtigt teilgenommen hatten. In der ersatzgeschwächten Mannschaft kam Lippert im Auswärtsspiel gegen Vorwärts Schwerin (0:0) als rechter Läufer zum Einsatz. In der darauffolgenden Zeit spielte er nur in der Reservemannschaft und bestritt sein zweites Oberligaspiel erst wieder am 33. Spieltag der Saison 1951/52. Bei der 1:4-Niederlage bei Stahl Altenburg spielte er diesmal auf der rechten Verteidigerseite.
In der Spielzeit 1952/53 konnte sich Lippert Hoffnung auf einen Stammplatz in der Babelsberger Oberligamannschaft machen. Trainer Ludwig Wieder nominierte ihn zum Nachfolger für den ausgeschiedenen Franz Nell und setzte ihn vom zweiten Spieltag an auf dessen Position als rechten Verteidiger ein. Bis zum ersten Spieltag der Rückrunde konnte Lippert 14 Oberligaspiele absolvieren, kam danach aber nicht weiter zum Einsatz. Erst gegen Ende der Rückrunde 1953/54 konnte er noch fünf Punktspiele auf seiner Position bestreiten, beendete danach aber frühzeitig mit 27 Jahren seine Laufbahn im höherklassigen Fußball.